# Алмудайна
Алмудайна, Альмудайна (валенс. Almudaina, ісп. Almudaina) — муніципалітет в Іспанії, у складі автономної спільноти Валенсія, у провінції Аліканте. Населення — 112 осіб (1 січня 2022).

## Географія
Муніципалітет розташований на відстані близько 340 км на південний схід від Мадрида, 47 км на північ від Аліканте.

## Демографія
Динаміка населення (INE ):

## Галерея зображень

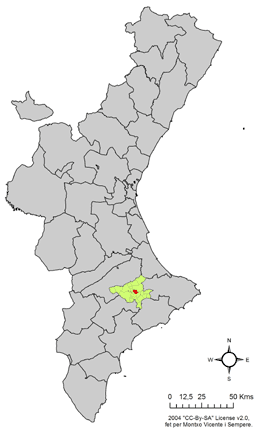
Розташування муніципалітету Алмудайна у автономній спільноті Валенсія
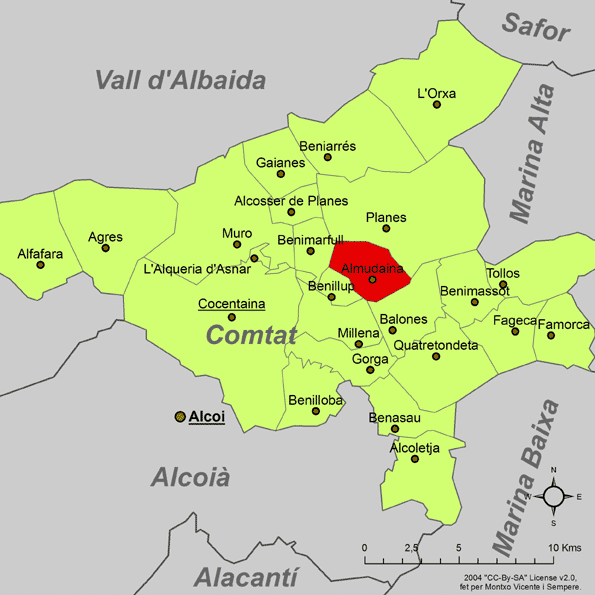
Розташування муніципалітету Алмудайна у комарці Кондадо-де-Косентайна